# Saint-Gorgon (Vosges)
Saint-Gorgon ist eine französische Gemeinde im Département Vosges in der Region Grand Est (bis 2015 Lothringen). Sie gehört zum Arrondissement Épinal und zum Kanton Saint-Dié-des-Vosges-1.

## Geografie
Saint-Gorgon grenzt im Norden an die Kleinstadt Rambervillers.
Das Gemeindeareal wird von der Arentèle durchflossen, die an der nördlichen Grenze in die Mortagne mündet.

## Bevölkerungsentwicklung
| Jahr      | 1793 | 1896 | 1954 | 1982 | 1990 | 1999 | 2006 | 2017 |
| Einwohner | 178  | 174  | 281  | 288  | 300  | 330  | 375  | 391  |

## Sehenswürdigkeiten
- Kirche Saint-Gorgon aus dem 19. Jahrhundert